# Jean-Jacques Sachs
Pour les articles homonymes, voir Sachs.
Jean-Jacques Sachs, né à Strasbourg le 9 décembre 1686 et mort dans la même ville le 18 juin 1762, est un médecin strasbourgeois qui fut professeur de clinique à la Faculté de médecine de Strasbourg et chanoine de l'église Saint-Thomas de Strasbourg. On l'a surnommé l'« Hippocrate de l'Alsace ».

## Hommages
Un cénotaphe lui est dédié à l'église Saint-Thomas.